# Slovenska lipa
Slovenska lipa je bila neuradna slovenska valuta, ki jo je leta 1989 izdalo novo ustanovljeno podjetje Lipa Holding iz Ljubljane. Idejni vodja tega projekta je bil dr. Bogdan Oblak - Hamurabi, podjetje pa je pripravljalo izdajo bankovcev v vrednosti 1/2 lipe, 1, 2, 5, 10, 20, 50 in 100 lip. Do natisa je prišel le bankovec za eno lipo, ki se je pojavil v obtoku v Ljubljani 31. marca 1990. Takrat so bile sklenjene tudi pogodbe z več kot 80 podjetji, med njimi časopisno podjetje Mladina, ki so se zavezala, da bodo sprejemala lipe kot pomožno plačilno sredstvo. Izdanih je bilo okoli 35.000 bankovcev v eni seriji, ki so imeli kritje v zlatu. 
Po razglasitvi suverenosti Slovenije v letu 1990, je podjetje Lipa Holding izdalo tudi dva kovanca v tej valuti. Zlatarna Celje naj bi po naročilu Lipa Holdinga skovala 300 zlatnikov po 50 lip, kar pa ni bilo v celoti realizirano. Skovanih je bilo le okoli 80 zlatnikov. Poleg zlatnikov pa je bilo skovanih okoli 8.000 srebrnikov po 1 lipo. Modele za kovanje je izdelal oblikovalec Stane Dremelj.

## Motivi
Na bankovcu za 10 lip naj bi bil upodobljen Jurij Vega, za 20 lip Anton Martin Slomšek, za 50 lip Jože Plečnik in za 100 lip slovenski pesnik France Prešeren.
Edini bankovec, ki je prišel v obtok je imel na prvi strani desno upodobljenega pesnika Prešerna, levo je bila upodobljena cvetoča veja lipe, na sredini napis »1 lipa«, pod njim pa je bil upodobljen knežji kamen. Na zadnji strani je bil osrednji motiv slovenski parlament, arhitekta Jožeta Plečnika, desno in levo pa sta spet upodobljena motiva knežjega kamna in cvetoče lipe.
V manjšem obsegu je v aprilu 1992, ko je bila Lipa kot nacionalna valuta že zavrnjena, izšla nova serija bankovcev z apoenom 1 lipa, namesto Franceta Prešerna je na njej upodobljena glava ženske (personifikacija Slovenije).
Na zlatniku je bil na prednji strani v sredini številka »50«, ki jo je obdajal napis »Republika Slovenija«, pod njo pa napis »lip«. Na zadnji strani je bila upodobljena silhueta Franceta Prešerna, nad njo pa ob robu polkrožni napis »dr. France Prešeren 1800 - 1848«. Srebrnik je imel podoben motiv na prednji strani kjer je bila osrednja številka »1« na podlagi, ki je predstavljala lipov list in pod njo napis »ena«. Zadnja stran je bila enaka tisti z zlatnika.